# Crella affinis
Crella affinis är en svampdjursart som först beskrevs av Brøndsted 1924.  Crella affinis ingår i släktet Crella och familjen Crellidae. Inga underarter finns listade i Catalogue of Life.